# Lophocharis hutchinsoni
Lophocharis hutchinsoni är en hjuldjursart som beskrevs av John R. Edmondson 1935. Lophocharis hutchinsoni ingår i släktet Lophocharis och familjen Mytilinidae. Inga underarter finns listade i Catalogue of Life.